# Birk Risa
Birk Risa, né le 13 février 1998 à Stavanger en Norvège, est un footballeur norvégien jouant au poste de défenseur central ou arrière gauche au Molde FK.

## Biographie

### FC Cologne
Né à Stavanger en Norvège, Birk Risa est notamment formé par le Sandnes Ulf avant de rejoindre en 2014 l'Allemagne pour s'engager avec le FC Cologne.

### Odds BK
Le 29 mars 2018 Birk Risa signe en faveur de l'Odds BK. Il joue son premier match pour son nouveau club lors de la première journée de la saison 2018, contre le Rosenborg BK (1-1). Le 16 mai 2018, Birk Risa inscrit son premier but pour l'Odds BK, à l'occasion d'un match de championnat face au Sandefjord Fotball. Son équipe l'emporte largement ce jour-là sur le score de cinq buts à zéro.
Le 17 août 2019, Risa ouvre le score de la tête lors d'une rencontre de championnat face au Rosenborg BK mais son équipe se fait finalement rejoindre avec un but d'Even Hovland (1-1 score final).

### Molde FK
Le 5 octobre 2020, Birk Risa s'engage en faveur du Molde FK pour un contrat de trois ans, où il vient pour remplacer Birger Meling. Il joue son premier match sous ses nouvelles couleurs le 25 octobre suivant, lors de la réception du Strømsgodset IF, en championnat. Il est titulaire et son équipe l'emporte par deux buts à un.
Risa inscrit son premier but pour Molde le 16 juin 2021, lors d'une rencontre de championnat face au Sarpsborg 08 FF. Il entre en jeu et participe à la victoire de son équipe par quatre buts à un.

### New York City FC
Le 17 juillet 2023, Birk Risa rejoint le New York City FC, franchise de Major League Soccer. Il signe un contrat courant jusqu'en décembre 2025, avec une année supplémentaire en option. Il dispute sa première rencontre avec New York le 20 août 2023 face à Minnesota United en étant titulaire dans une défaite 0-2,.

### En équipe nationale
Birk Risa est un habitué des sélections de jeunes de Norvège. Il est positionné en attaque à ses débuts et se fait notamment remarquer avec les moins de 19 ans le 6 octobre 2016 en inscrivant cinq buts dans un même match, lors de la large victoire de son équipe face à Saint-Marin (0-9).
Le 12 juin 2017 Birk Risa fête sa première sélection avec l'équipe de Norvège espoirs, face au Kosovo. Il est titulaire lors de cette partie et la Norvège et inscrit également un but, participant à la victoire de son équipe. La Norvège est cependant donnée perdante lors de ce match. Le 11 septembre 2018 il marque un autre but lors d'un match face à l'Azerbaïdjan, que les Norvégiens remportent sur le score de trois buts à un. Avec les espoirs, Risa porte régulièrement le brassard de capitaine.